# Julius Bührer

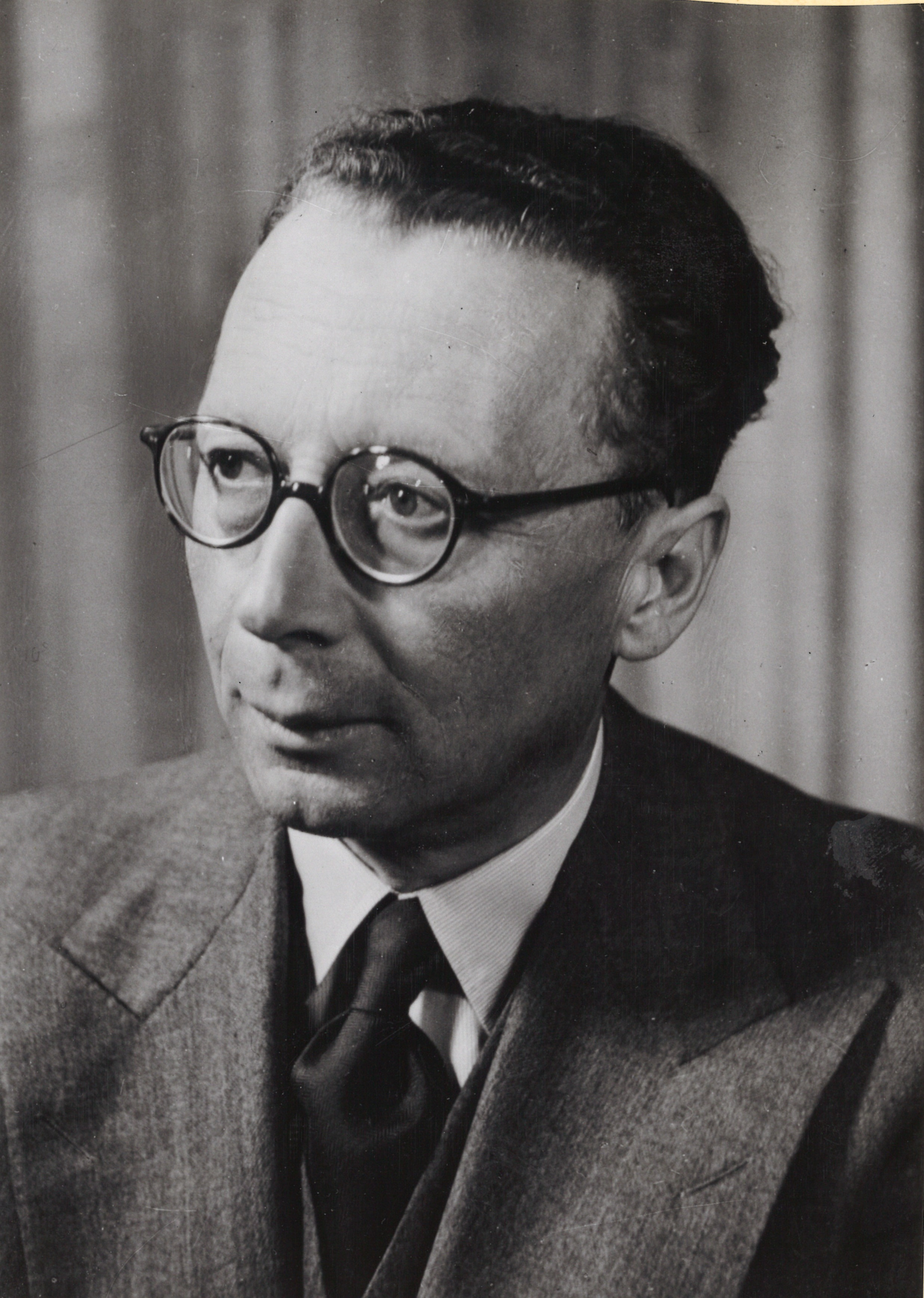
Julius Bührer

Julius Bührer (* 12. November 1890 in Hofen SH; † 19. Juni 1946 in Schaffhausen) war ein Schweizer Jurist und Industrieller. Er war Direktor der Georg-Fischer-Werke in Schaffhausen sowie als Politiker FDP-Kantonsrat im Grossen Rat Schaffhausen und Mitglied im Schweizer Ständerat. Er war Generalstabsoffizier der Schweizer Armee.

## Biografie
Julius Bührer war der älteste Sohn des Fabrikdirektors Jakob Bührer und dessen Frau Elise. Er besuchte die Schulen u. a. in Trasadingen, die Realschule in Neunkirch und die Kantonsschule Schaffhausen, wo er der Gymnasialverbindung Scaphusia beitrat und 1910 mit der Matura abschloss. Seit 1910 studierte er Recht und Volkswirtschaft an der Universität Lausanne, der Universität Zürich und der Universität Berlin. Er promovierte zum Dr. jur. In Zürich war Bührer Präsident des studentischen Korporationenverbandes.
1916 trat Julius Bührer in die Dienste von +GF+ Schaffhausen und erhielt zunächst eine Ausbildung in verschiedenen Abteilungen "von der Pike auf". Schon 1917 war er Direktionssekretär, 1921 Stellvertretender Direktor und Mitglied der Geschäftsleitung und ab 1923 trug er den Titel "Direktor". Die 1935 gegründete internationale Vereinigung der Temperguss-Industrie, "International Malleable Tube Fittings Association", wählte Julius Bührer zu ihrem Vorsitzenden. Dieses Amt trat er 1936 an.  Ab 1938 war Julius Bührer Delegierter des +GF+-Verwaltungsrats. Er war bei der Belegschaft beliebt; während seiner Zeit als Direktor gab es keine Sozialkonflikte in der Firma. Ab 1940 engagierte sich Julius Bührer in politischen Ämtern; zunächst wurde er Kantonsrat in Schaffhausen, ab 1943 war er auch Ständerat in Bern. Zwischen 1939 und 1942 war er Generalstabsoffizier der Grenzbrigade 6. Bühlers geschäftliche Kontakte zum Direktor des Singener +GF+-Werks, Alfred Horstmann, der der NSDAP angehörte, führten während der Kriegsjahre von Seiten der linksgerichteten Schweizer Presse, des Basler Vorwärts und der Schaffhauser „Arbeiter-Zeitung“, zu der Unterstellung, Bührer sei „deutschfreundlich“. Belegen lässt sich auf Grund der verfügbaren Quellen jedoch nur, dass Bührer um das deutsche Eigentum von +GF+ besorgt war und sich gegen den Abbruch des Wirtschaftsverkehrs mit Deutschland aussprach. Julius Bührer starb 1946 im Alter von erst 55 Jahren an Herzversagen.
Die deutsche Stadt Singen ehrte ihn mit der Umbenennung der an den +GF+-Fischer-Werken vorbeiführenden Fabrikstraße in Julius-Bührer-Straße, weil man ihm für „seine Sorge und sein Bemühen für den Wiederaufbau“ des Singener Werkes nach dem Kriege dankbar war.

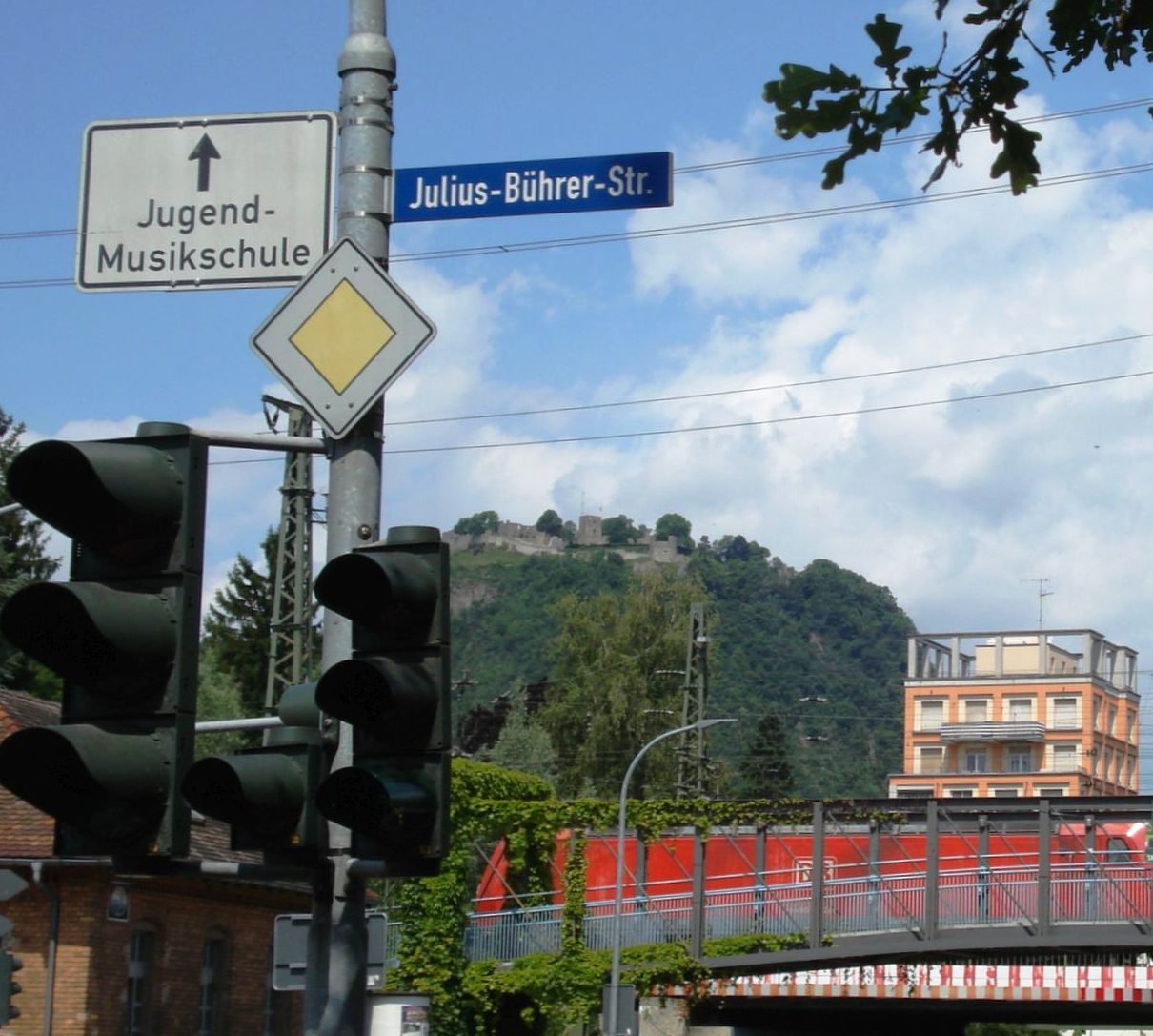
Eine wichtige Straße in Singen: An der Julius-Bührer-Straße liegen Notariate, Polizei, die Eingangstore von Maggi und +GF+. Im Hintergrund der Hohentwiel

## Publikationen
- Der Wechsel der Staatsauffassungen unter dem Einfluss von Nationalökonomie und Soziologie Dissertation. Greifswald 1917.